# Evert Bulder
Evert Jan Bulder (Groningen, 24 de dezembro de 1894 - 21 de abril de 1973) foi um futebolista neerlandês, medalhista olímpico.
Evert Bulder competiu nos Jogos Olímpicos de Verão de 1920 na Antuérpia. Ele ganhou a medalha de bronze.